# شریف‌کندی (شوط)
شریف‌کندی (شوط)، روستایی از توابع بخش قره قویون شهرستان شوط در استان آذربایجان غربی ایران است.

## جمعیت
این روستا در دهستان قره‌قویون جنوبی قرار دارد و براساس سرشماری مرکز آمار ایران در سال ۱۳۸۵، جمعیت آن ۲۹۹ نفر (۵۳خانوار) بوده‌است.